# Agonum monachum monachum
Agonum monachum monachum é uma subespécie de insetos coleópteros pertencente à família Carabidae.
A autoridade científica da subespécie é Duftschmid, tendo sido descrita no ano de 1812.
Trata-se de uma subespécie presente no território português.